# Stănești (Giurgiu)
Stănești is een Roemeense gemeente in het district Giurgiu.
Stănești telt 2976 inwoners.